# Madascincus macrolepis
Espèce
Synonymes
- Scelotes macrolepis Boulenger, 1888
- Amphiglossus macrolepis (Boulenger, 1888)

Statut de conservation UICN

 EN B1ab(iii) : En danger
Madascincus macrolepis est une espèce de sauriens de la famille des Scincidae.

## Répartition
Cette espèce est endémique de Madagascar.

## Publication originale
- Boulenger, 1888 : Descriptions of new Reptiles and Batrachians from Madagascar. Annals and Magazine of Natural History, sér. 6, vol. 1, no 6, p. 101-107 (texte intégral).